# Javier Aureliano García Molina
Javier Aureliano García (Balanegra, 31 de diciembre de 1977) es un político español y presidente del Partido Popular en la provincia de Almería. Además, es el actual presidente de la Diputación de Almería, elegido el 1 de enero de 2019 tras la marcha de su predecesor Gabriel Amat Ayllón.

## Biografía
Javier Aureliano García Molina (Balanegra, 31 de diciembre de 1977) es presidente de la Diputación Provincial de Almería y ha sido diputado nacional del Partido Popular por Almería (durante la XIII Legislatura del Congreso 21-mayo a 24-septiembre de 2019.)
García Molina ha pasado toda su infancia y juventud en Balanegra donde conserva familia y amigos y sus raíces ligadas al campo. 
Es licenciado en Derecho y tiene estudios de Ingeniería Técnica Agrícola en la especialidad de hortofruticultura y jardinería. 
Ligado al movimiento asociativo juvenil de Almería fue presidente provincial de Nuevas Generaciones. Actualmente es presidente del Partido Popular de Almería (cargo que ocupa desde el 25 de junio de 2021) y desde julio de 2018 forma parte del Comité Ejecutivo Nacional del PP que dirige Alberto Núñez Feijó. Javier también es Secretario Nacional de Política Provincial.
Es concejal del Ayuntamiento de Almería desde el año 2003 (el más veterano) y desde 2011 ha ejercido como Vicepresidente Primero y Portavoz del equipo de gobierno de la Diputación Provincial de Almería. Ha gestionado el Área de Presidencia, Hacienda, Turismo y Empleo y la coordinación de todas las áreas. En enero de 2019 es elegido presidente de la Diputación, tras casi dos legislaturas como vicepresidente y portavoz.
En las Elecciones generales de España de abril de 2019, García Molina encabezó la lista por Provincia de Almería con la que consiguió un escaño en el Congreso. Tras la disolución de las Cortes en septiembre de 2019, decidió no continuar en la lista al congreso y centrarse en su labor como concejal y presidente de la diputación. 
En julio de 2019, es investido como nuevo presidente del Partido Popular en Almería con el 98,56% de los votos, sustituyendo a Gabriel Amat tras 17 años en el cargo. En las elecciones municipales de 2019, logró revalidar la presidencia de la Diputación Provincial de Almería.  
En el año 2023, Javier A. García volvió a ser reelegido presidente de la Diputación tras lograr en la provincia el mayor porcentaje de votos de toda España el Partido Popular. 
Javier A. García ostenta desde el último Pleno de la FEMP de 2023 la presidencia de la Comisión de Diputaciones, Consejos y Cabildos Insulares de España.